# Pontiac, Michigan
Pontiac är en stad i Oakland County i delstaten Michigan, USA. Pontiac är administrativ huvudort (county seat) i Oakland County. 